# 筑波山梅林

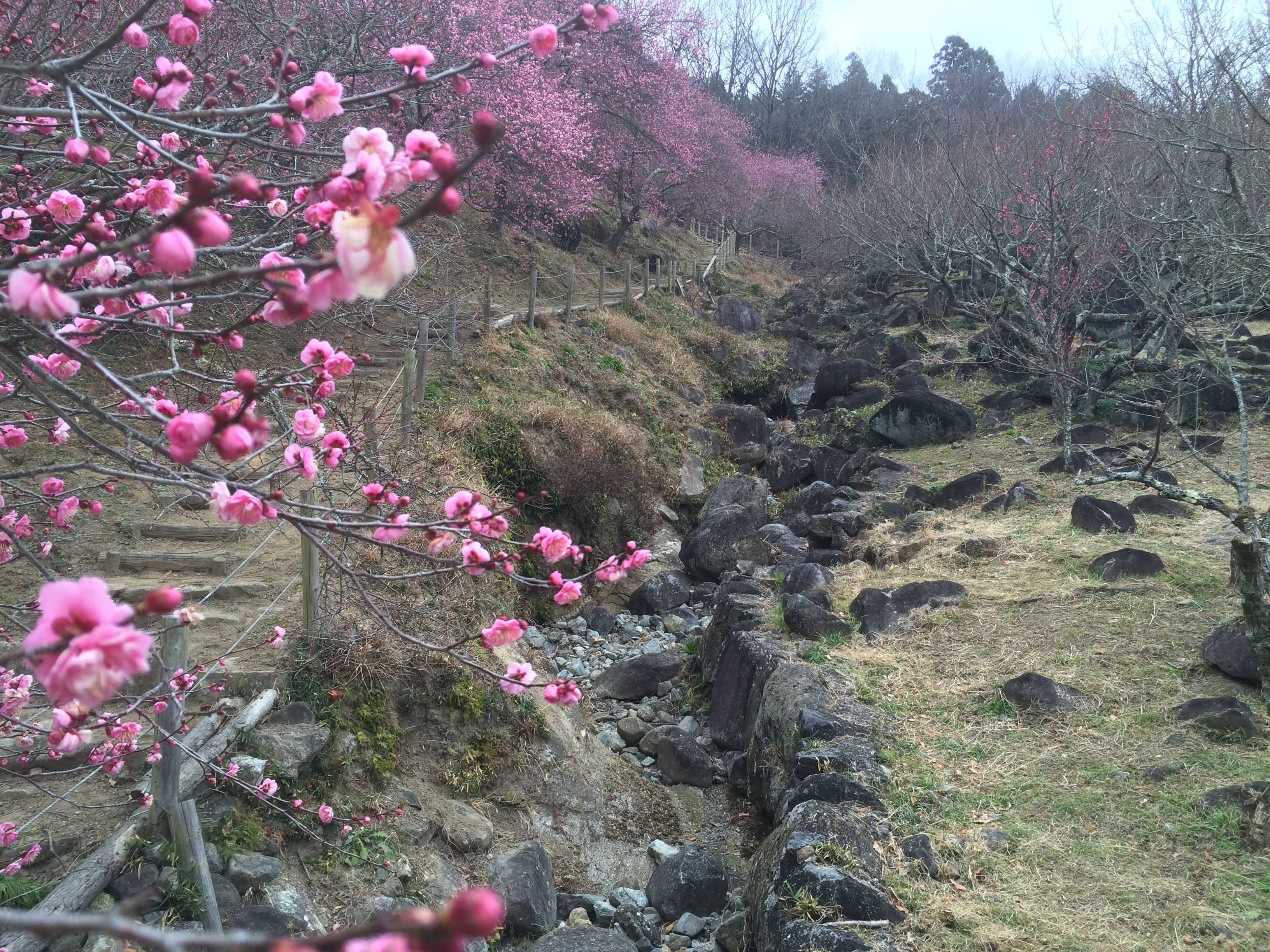
筑波山梅林

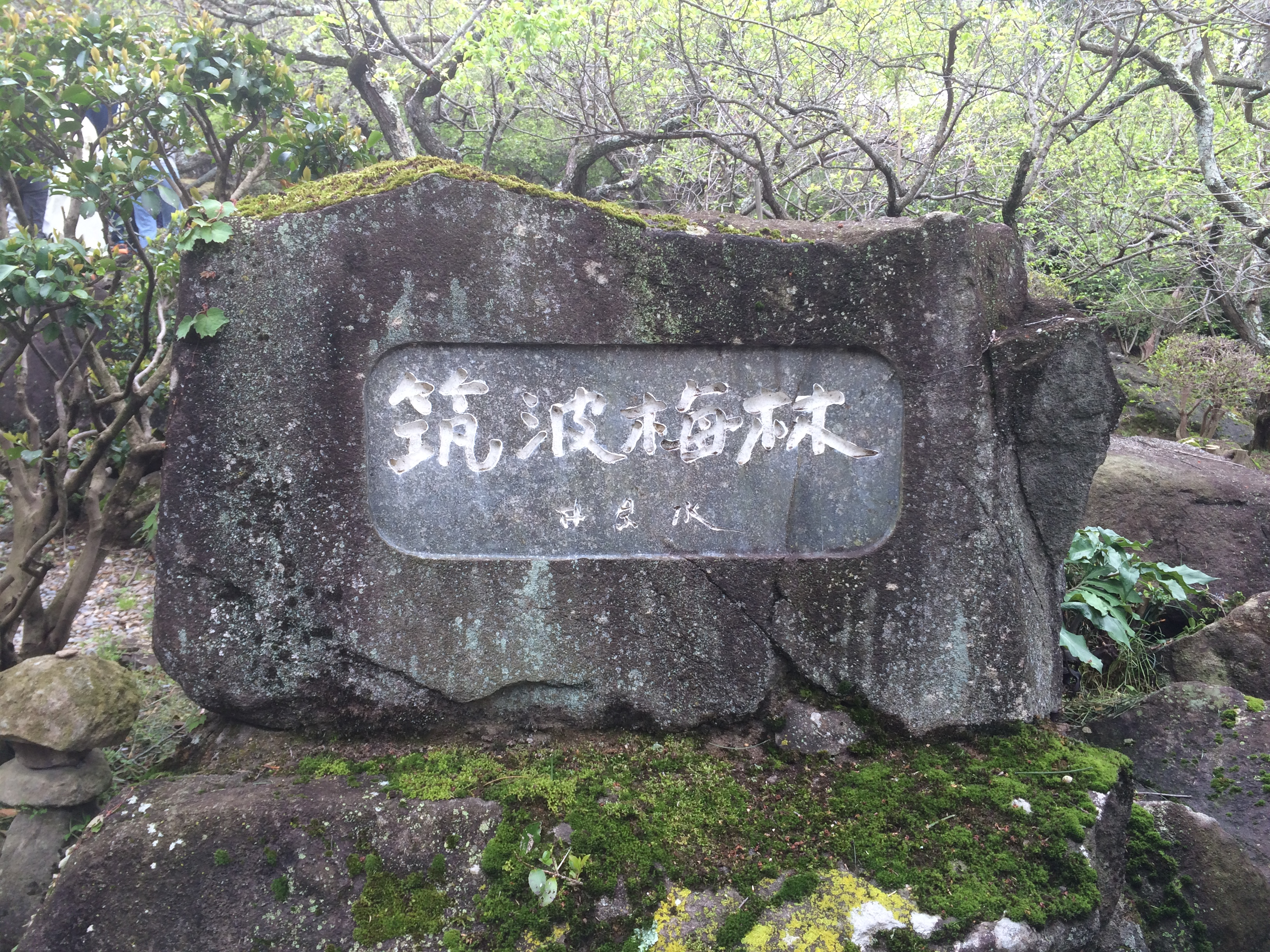
筑波山梅林入口の石碑。題字は荻原井泉水筆。

筑波山梅林（つくばさんばいりん）は、茨城県つくば市の筑波山の麓にある、つくば市が運営する梅林。1966年（昭和41年）に開設された。

## 概要
筑波山南斜面の標高200メートルから270メートル付近に、つくば市営の梅林がある。白梅、紅梅など約30種、約1,000本（白梅800本・紅梅200本）の梅が4.5haの園内に植えられており、早咲きのものは1月下旬から見頃となる。最盛期には、筑波山の巨岩と満開の梅とが独特の風景をなす。また、好天時には富士山や東京スカイツリーを望める。

### 梅

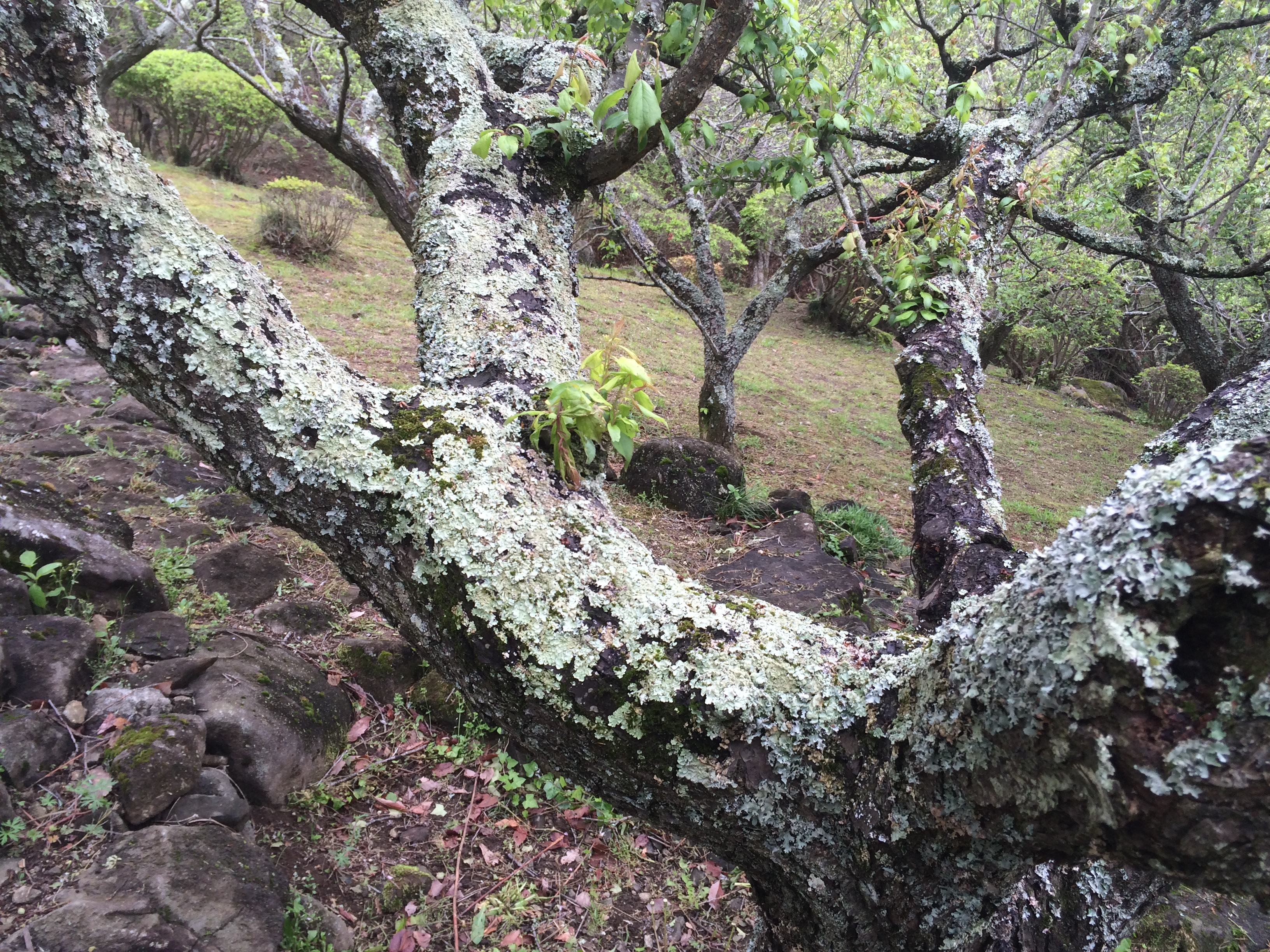
筑波山梅林の梅の木に生えた地衣類

筑波山梅林の梅の特徴として、幹の表面に生息するウメノキゴケなどの地衣類と、低い枝振りが挙げられる。つくば市は毎年11月から1月に枝を剪定しており、横向きの枝を伸ばすことで、這うような形に整えている。剪定された枝は細かくし、木の根元に撒くことで再利用している。また、筑波山梅まつり期間中は、梅林で収穫した梅を梅酒や梅干しなどに加工し販売している。

### その他の植物
梅林には梅以外の植物も多く植えられている。ヤマザクラや、ツツジ、アジサイが多く植樹され、そのほかハハコグサ、ウラシマソウ、ニリンソウ、スミレ、タチツボスミレ、キンポウゲ、キランソウなどの野草が散見される。

### 岩盤

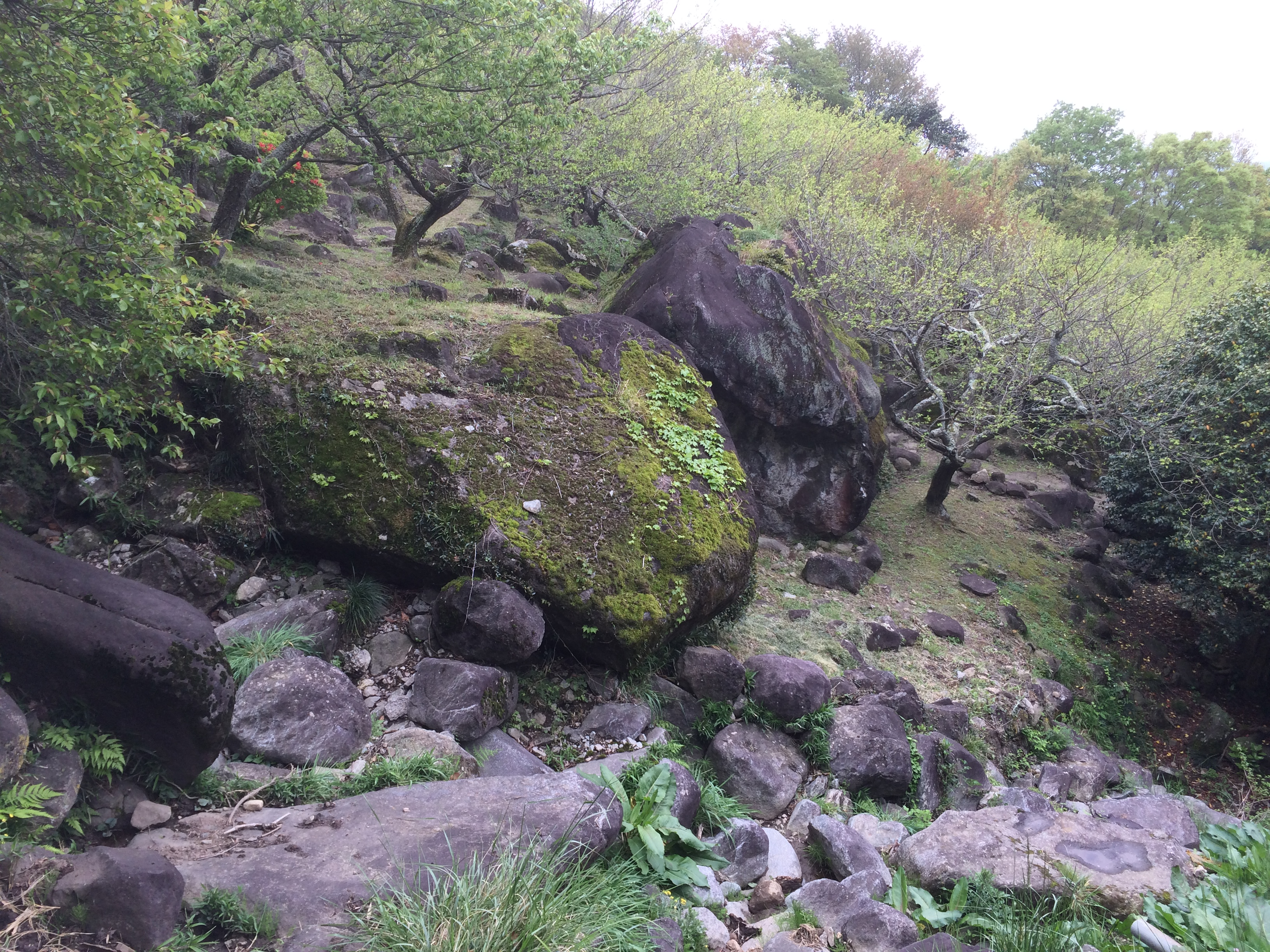
筑波山梅林内の斑レイ岩

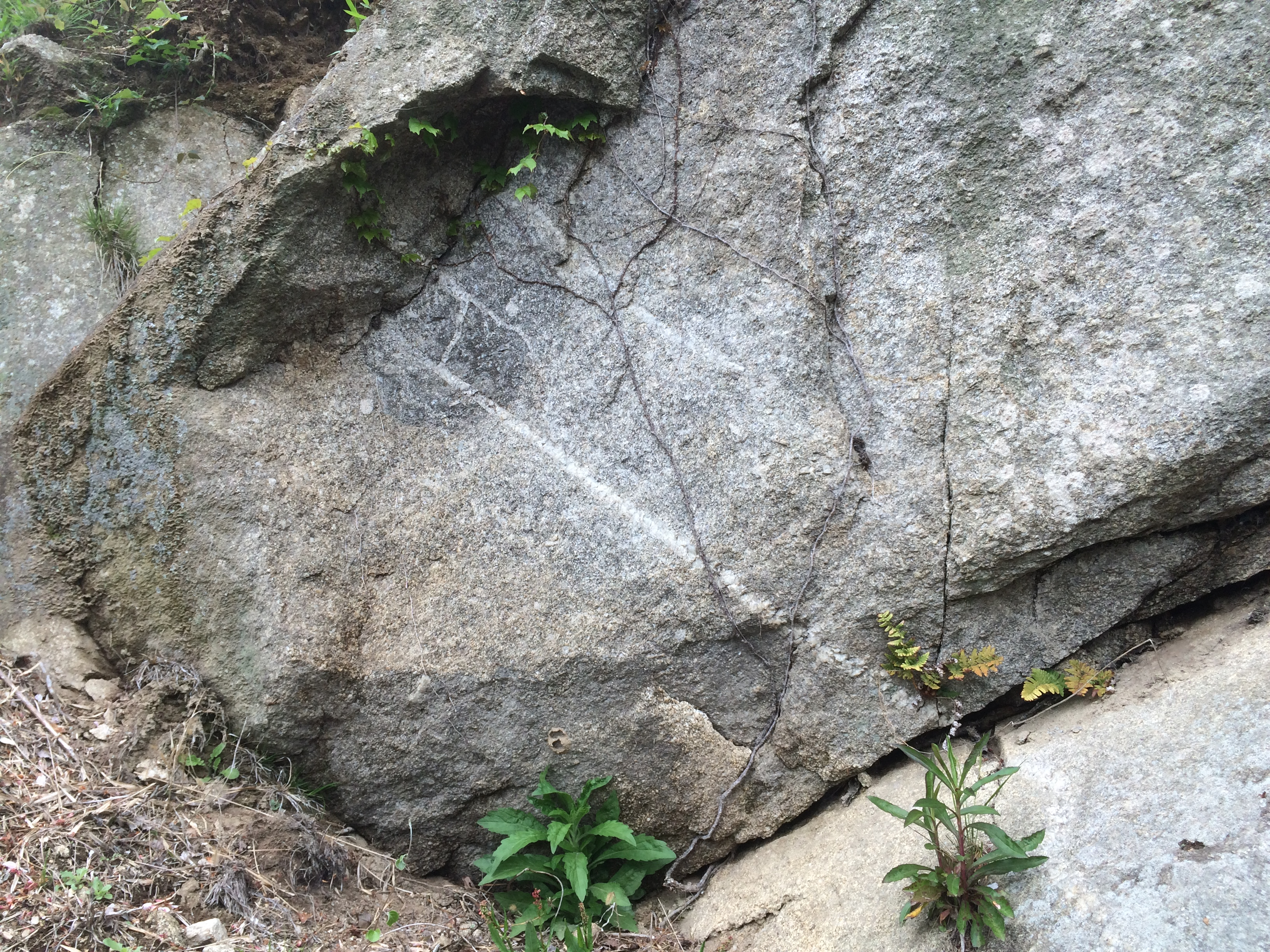
筑波山梅林脇の花崗岩

筑波山は、頂上付近が約7,500万年前の斑れい岩、中腹付近は約6,000万年前の花崗岩からなる。特に梅林内には、土石流で堆積した斑れい岩が数多く見られる。この斑れい岩の岩塊と関東ローム層や土壌からなる土砂の山麓斜面堆積物の上に、第二次世界大戦後に人の手により梅が植樹され、梅林が形成された。
梅林から道路沿いに歩いていくと、基盤岩である花崗岩盤が露出しており、ところどころに白い岩脈が走っているのが見える。これは先に固まった花崗岩の割れ目に、残りのマグマが貫入してできた岩脈（ペグマタイト）である。また、別の花崗岩盤は表面がボロボロに風化し、真砂（まさ）化しているのが見える。

## 沿革
- 1966年（昭和41年） 筑波山観光開発の一環として筑波山中腹の荒地を開墾し、梅林が造成された[4]。
- 1974年（昭和49年） 第1回筑波山梅まつりが開催される。
- 2000年（平成12年） 筑波山梅林再生プロジェクトがスタート[5]。
- 2016年（平成28年） 4月24日 「ウィキペディアタウン・筑波山」が開催され、「筑波山梅林」と「筑波山神社」の2班に分けて現地調査が行われ、本Wikipedia項目の執筆並びに立ち上げが行われた[6]。

## 筑波山梅林再生プロジェクト
1970年（昭和45年）頃に、松林を伐採して梅の実の生成のために造成された筑波山梅林だが、当初は計画通り市場に出荷されていたものの、人手不足により放置されるようになった。しかし、眺望景観の良さ、地形の変化、筑波石とのコントラストなど、茨城県水戸市の偕楽園とはまた違った良さがあり、また2005年（平成17年）につくばエクスプレスが開通することで集客が見込めると判断されたため、2000年（平成12年）、当時のつくば市長藤沢順一により、筑波大学副学長冨江伸治を通じ、筑波大学芸術環境デザイン研究室の鈴木雅和に、筑波山梅林の再生が依頼された。当面の目標としては、梅林を筑波山における観光の目玉にするために、2000年（平成12年）から丸4年で再生することであった。
梅林再生のために行った伐採・剪定工事の段階では、全体で3,000本あると言われていた梅の木は、毎木調査の結果約1,300本であった。これらを全て診断し、剪定か間伐かを判断し、500本の間伐を行い、800本の梅の木が残された。伐採された木は破砕機で細かく砕き、ウッドチップとして階段や園路などに敷き詰められ、有効活用された。
約30年放置された梅を剪定するために、これらの剪定工事は2000年（平成12年）から2005年（平成17年）まで継続して行われた。工事は難航したが、5年かけた結果、眺望景観が良くなり、隠れていた筑波石も現れ、梅の樹勢も回復し、萌芽が盛んになった。また、樹体も小さくなり、結実も見られるようになった。なお、本プロジェクトにおいて、関係施設の整備を筑波大学が計画設定を行った。施設の整備が終わった頃には、梅の木の花の質や量も向上し、つくばエクスプレスの開通も契機となり、来園者が増加しはじめた。
2000年（平成12年）から2006年（平成18年）までの6年間で、梅林再生計画のために1億2000万円が投資され、2006年（平成18年）から観光バスツアーが頻繁になり、来園者が急増したことで、無料だった市営の駐車場が有料化でき、毎年3000万円の収入が発生したことで、先行投資した分の金額が回収できた。その結果、2012年（平成24年）より、施設管理がつくば市からつくば市観光協会に移管された｡

## 施設
四阿
四阿（あずまや）は、筑波山にある木造の展望台。つくばの里山の代表的な植生である茅で建てられている。天気が良い日には、新宿の高層ビルや富士山を望むことができる。
展望台
梅林の中腹あたりにある展望台。ベンチがあり、関東平野を臨みながら一休みすることができる。
木道
四阿まで木道が整備されており、車いすでも梅林を眺めることができる。
筑波山おもてなし館
筑波山の梅林の中にある休憩所。館内テラスは、約1,000本の紅梅や白梅に面している。
開館時間は9時から17時（季節による変更あり）。

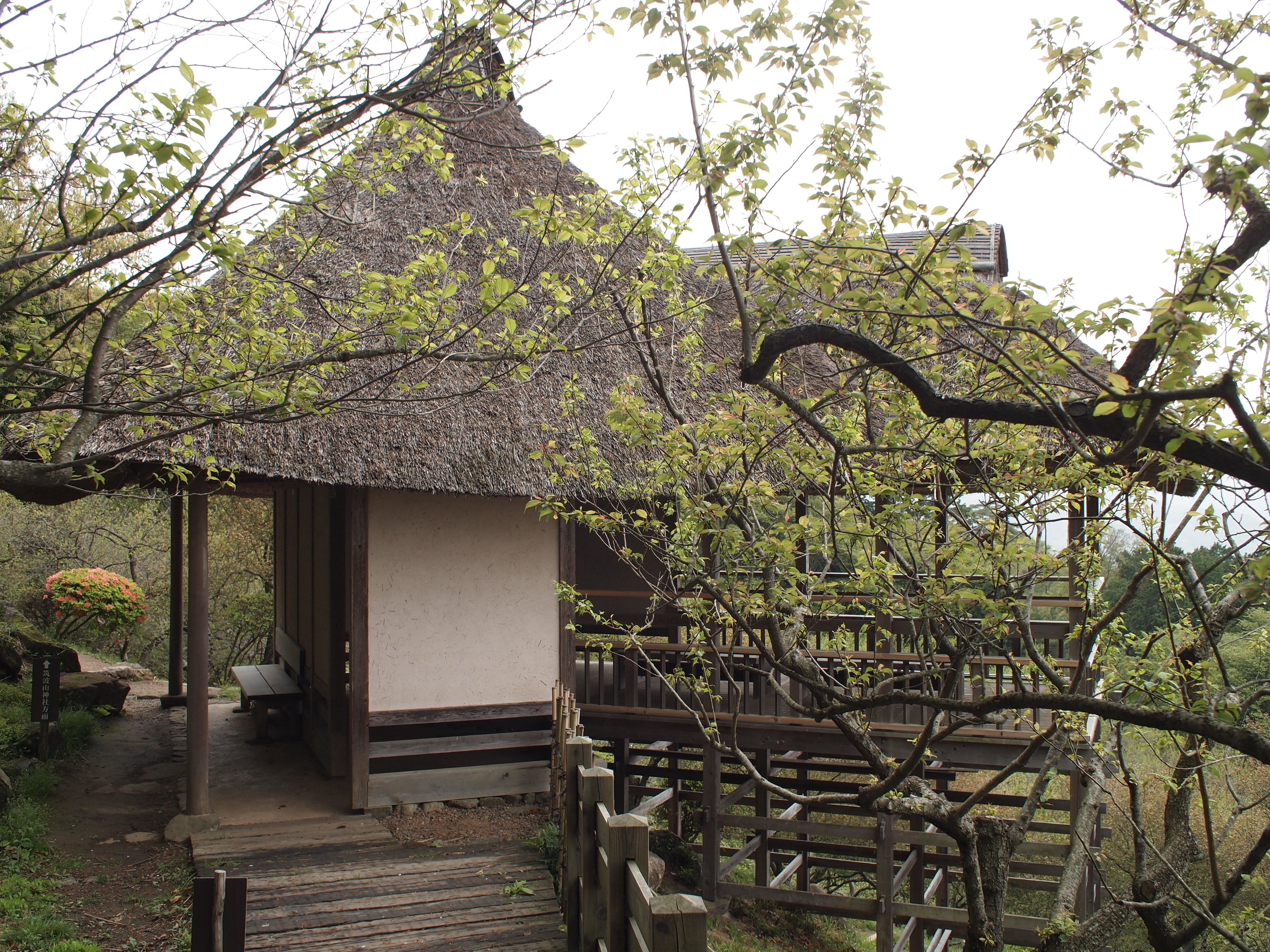
四阿
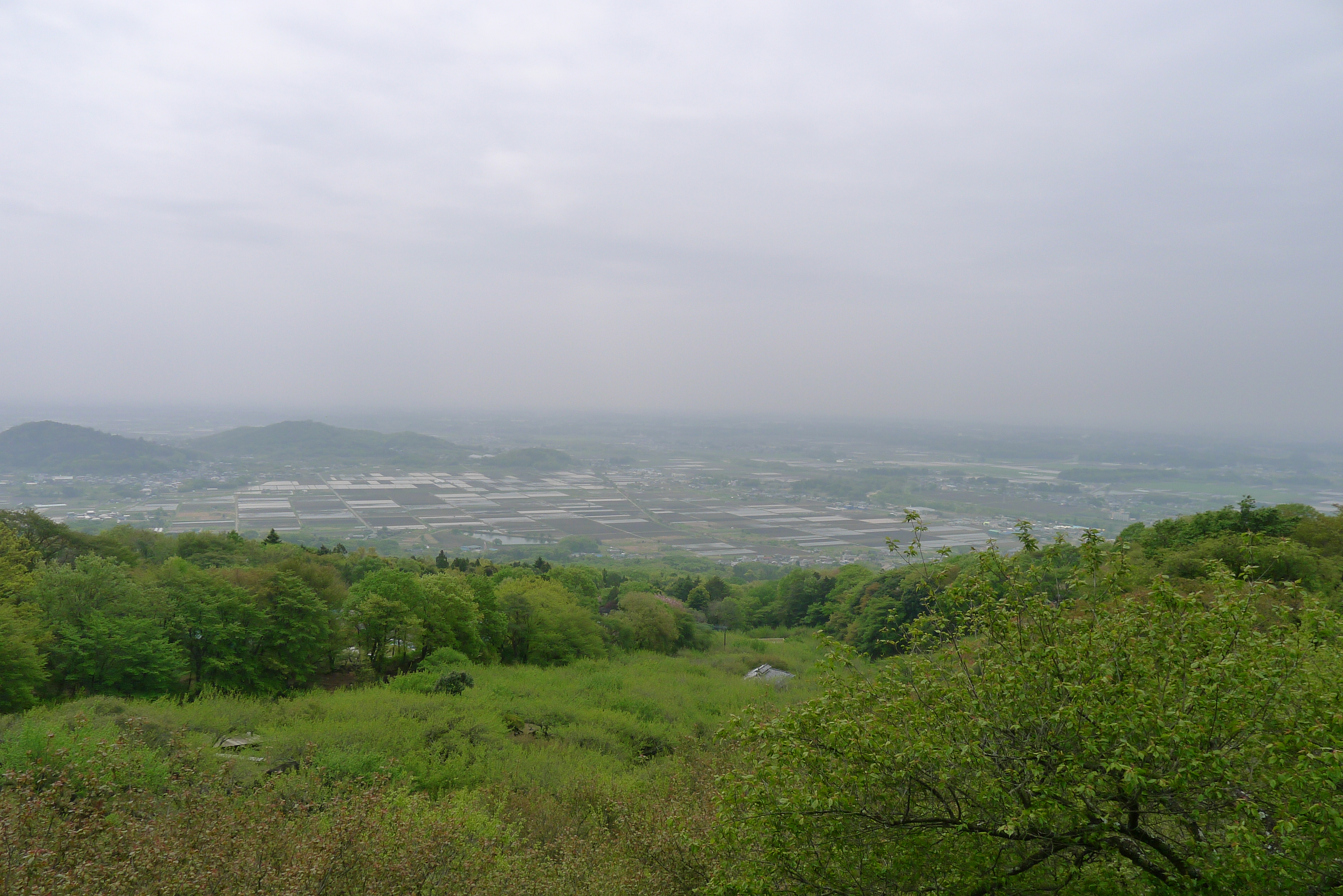
四阿からの風景
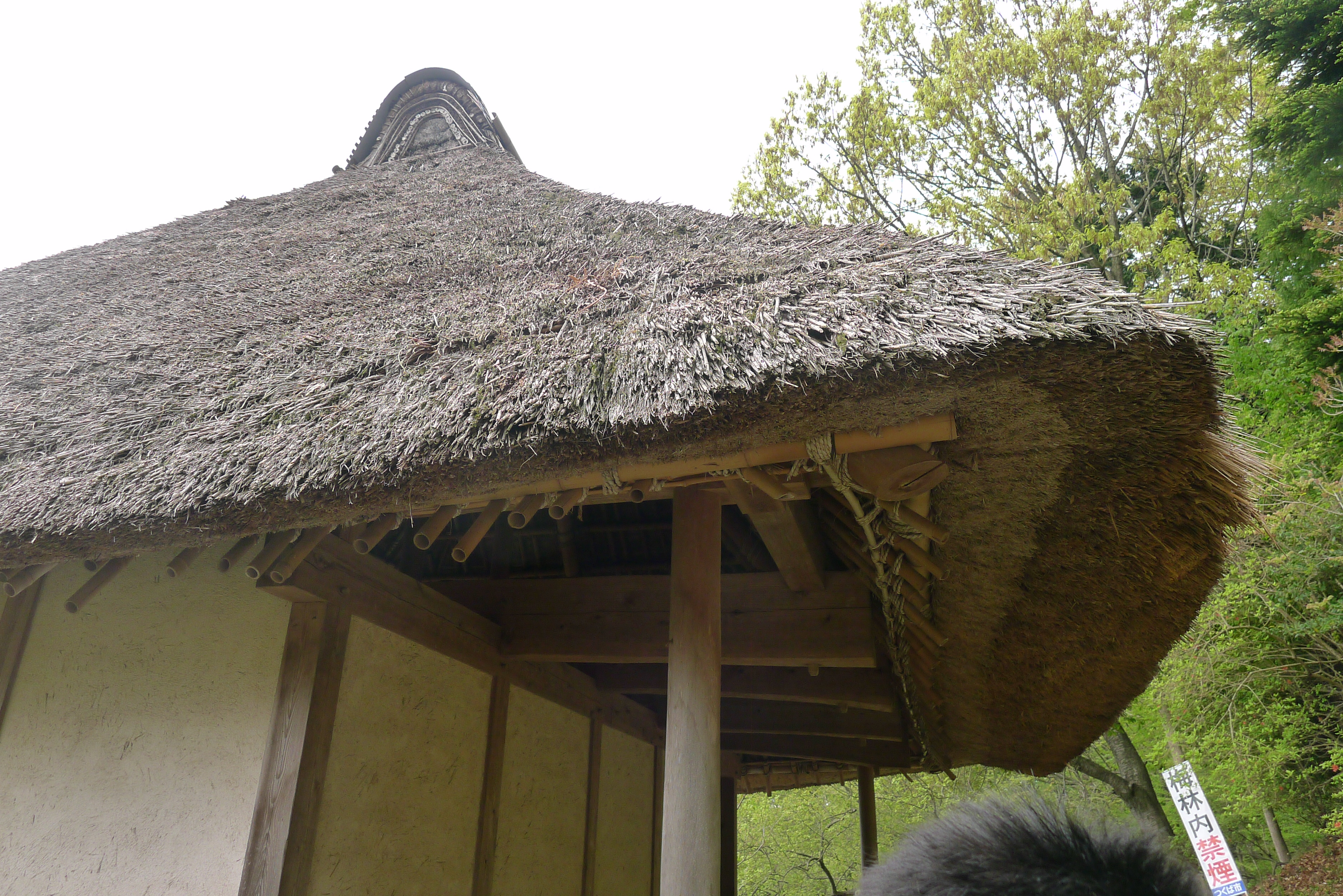
四阿の茅葺屋根
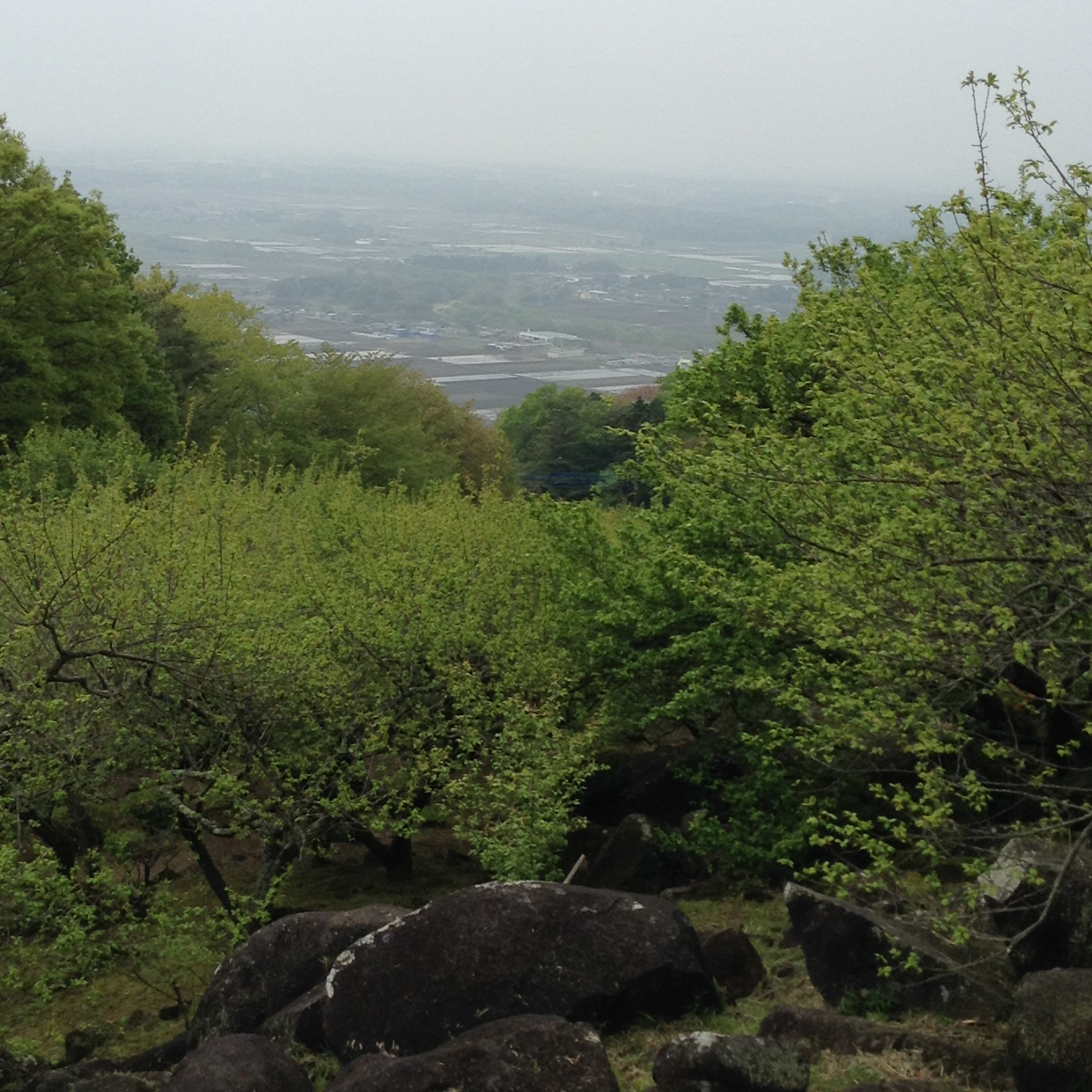
展望台からの風景
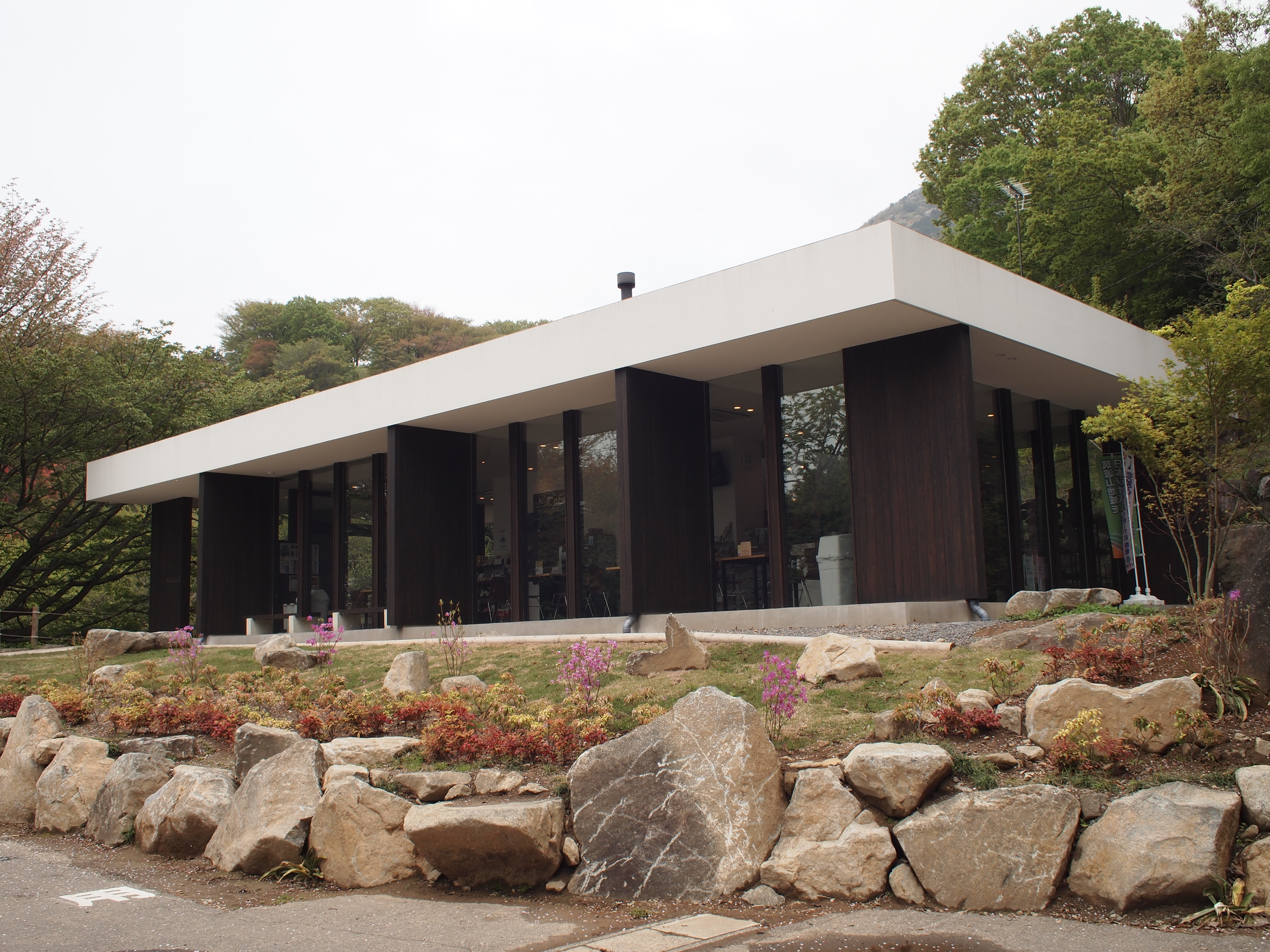
おもてなし館

## 行事
- 筑波山梅まつり

## 交通アクセス
電車・バス利用
首都圏新都市鉄道つくばエクスプレスで「つくば駅」下車。筑波山シャトルバスに乗車し「筑波山神社入口」下車（約40分）。なお、筑波山梅まつり期間中は帰りのつくばセンター行きのみ、「梅林入口」バス停に臨時停車する。
自家用車利用
常磐自動車道土浦北ICより国道125号、茨城県道14号筑西つくば線、茨城県道42号笠間つくば線利用（約45分）。ただし、筑波山梅まつり期間中は、梅林付近の駐車場は混雑するため、上記の筑波山シャトルバスの利用が望ましい。